# Valle d'Itria

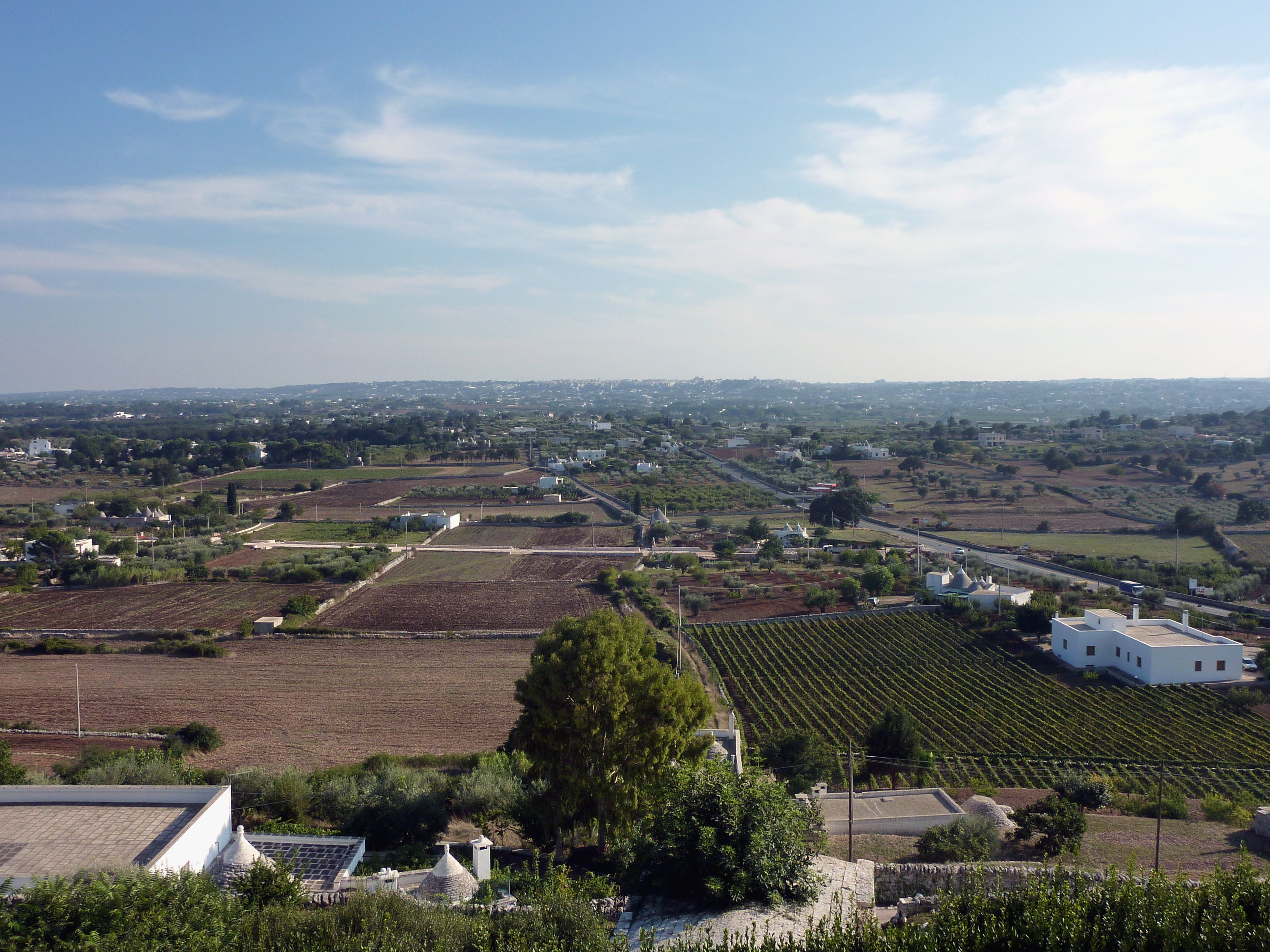
Vallée d'Itria vue depuis Locorotondo

La Vallée d'Itria (en italien: Valle d'Itria) fait partie des Pouilles centrales, à cheval entre les provinces de Bari, Brindisi et Tarente, sur la partie méridionale du haut plateau de la Murge. Elle est riche en  trulli, habitations rurales typiques.

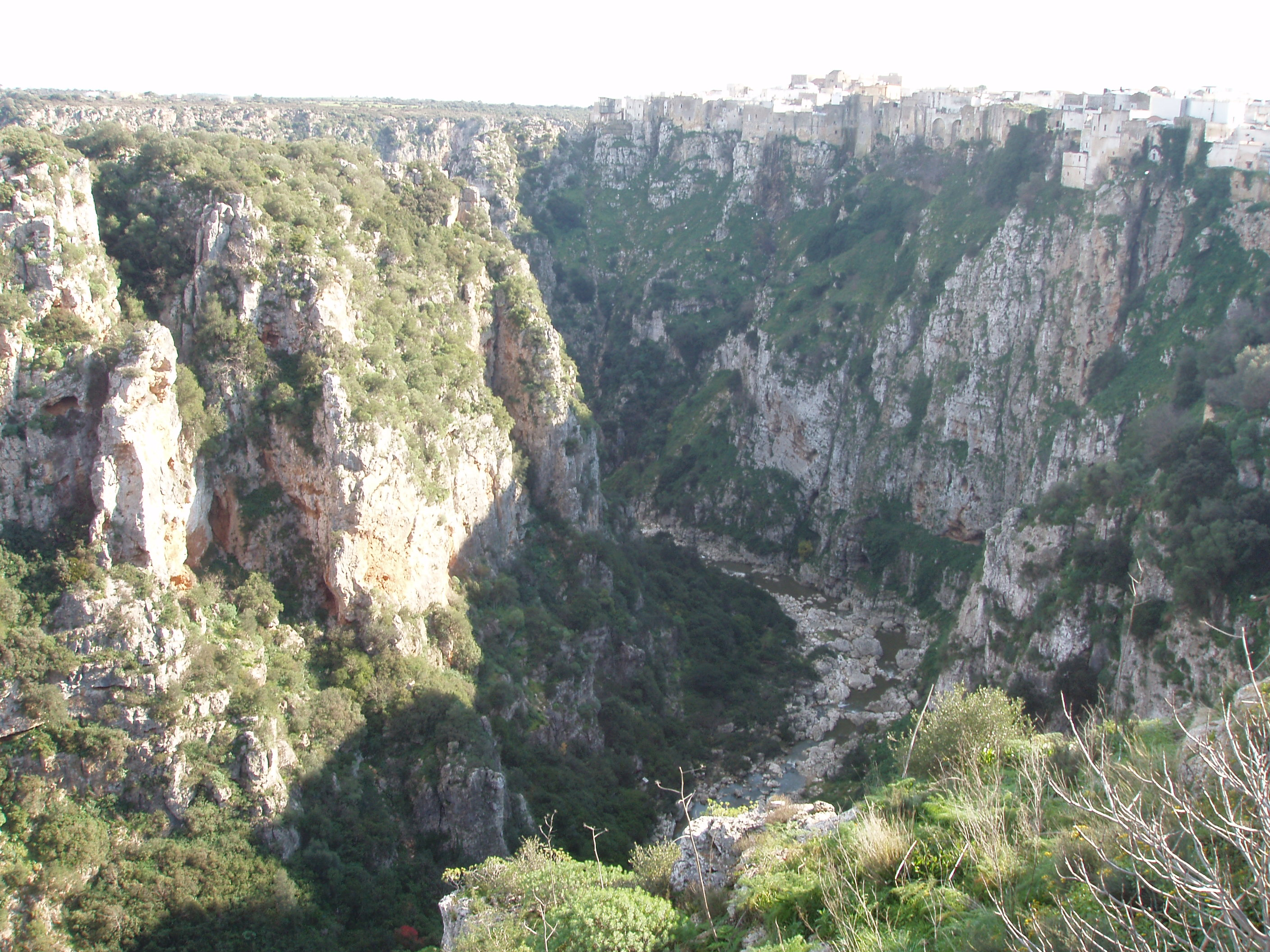
Les gorges de Castellaneta

Appelée aussi Vallée des Trulli, elle est délimitée au Sud par le Monte Fellone et le Monte Castello.
Elle comprend les communes d'Alberobello, Noci, Cisternino, Villa Castelli, Ceglie Messapica (BR), Locorotondo (BA), et Martina Franca (TA). Elle est caractérisée par la présence de nombreuses grottes parmi lesquelles les célèbres Grottes de Castellana et les gorges de Villa Castelli et de Castellaneta.
Près de Ceglie Messapica, Ostuni et Villa Castelli il y a des restes qui appartiendraient à un grand mur appelé paretone dei Greci.
La flore est composée de bois et de garrigue, en alternance avec les nombreux vignobles donnant un vin blanc de qualité excellente dont le Locorotondo DOC et le Martina Franca DOC, ainsi que des oliveraies séculaires produisant l'huile d'olive extravierge Villa Castelli DOC.
La faune est caractérisée par la présence de lièvres, renards, frisés, rouge-gorge, faucons et différents rapaces de nuit, chouette, hibou, petit duc et barbagianni.